# Guerra de Colònia
La Guerra de Colònia va ser un conflicte de l'Edat moderna que tingué lloc al Principat de Colònia, doncs un dels arquebisbats més importants del Sacre Imperi Romanogermànic.
Sucseí entre el 1583 i el 1588 per motius religiosos. La guerra s'ha d'emmarcar en les guerres de religió europees. La guerra va ser conseqüència de la Pau d'Absburg del 1555. El document donava la llibertat a cada principat d'imposar la seva confessió, catòlica o protestant. Però el document també precisava que aquells prínceps eclesiàstics que volguessin optar a la Reforma, haurien de renunciar al seu seient i ser reemplaçats per un catòlic. L'any 1582, Gerhard Truchess de Waldbourg, el príncep-arquebisbe de Colònia es converteix al protestantisme. Però en comptes de renunciar al càrrec, busca transformar el territori en un principat civil, hereditari i protestant. El papa l'excomunicada i és en essència per aquest motiu que comença la guerra. Ràpidament s'hi involucren altres regnes com l'Espanya de Felip II, la reina d'Anglaterra o el rei francès, Enric III i Elisabeth I.